# نايف بن عبد الله الأول
نايف بن عبدالله الأول بن الحسين بن علي الهاشمي القُرشي (1914 - 1983) الابن الثاني للملك عبد الله الأول بن الحسين مؤسس المملكة الأردنية الهاشمية والأخ غير الشقيق للملك طلال ثاني ملوك المملكة الأردنية الهاشمية.

## حياته
درس الأمير نايف في كلية فيكتوريا في القاهرة. خضع للتدريب العسكري في تركيا، حيث عين كمساعد فخري للرئيس التركي عصمت إينونو بين أبريل 1939 وحتى قبل وقت قصير من اندلاع الحرب العالمية الثانية في سبتمبر من نفس العام.
عندما إغتيل الملك عبدالله الأول في 20 تموز 1951 في مدينة القدس، كان الأمير طلال ولي العهد في جنيف يتلقّى العلاج، قامت الحكومة على الفور بتعيين الأمير نايف وصيًا على العرش أثناء غياب الأمير طلال. تولى نايف الحكم مكان أخيه حتى 6 سبتمبر 1951 حتى عزل الملك طلال عن العرش لأسباب صحية.
بعد دفن جثمان الملك المؤسس استقالت الحكومة وعهد الأمير نايف الوصي على العرش لتوفيق أبو الهدى بتشكيل حكومة جديدة، وأشرفت وزارة أبو الهدى على الانتخابات النيابية في 29 آب 1951. وفي 2 أيلول عام 1951 غادر الأمير نايف وسعيد المفتي عمان إلى سويسرا حيث كان الأمير طلال ولي العهد يتلقى العلاج، ثم عاد الأمير طلال برفقتهم إلى عمان وقرر مجلس الأمة المناداة به ملكا دستوريا على الأردن، واقسم اليمين الدستورية أمام مجلس الأمة، ونادى المجلس بالأمير حسين وليا للعهد حسب النص الدستوري.

## حياته الخاصة

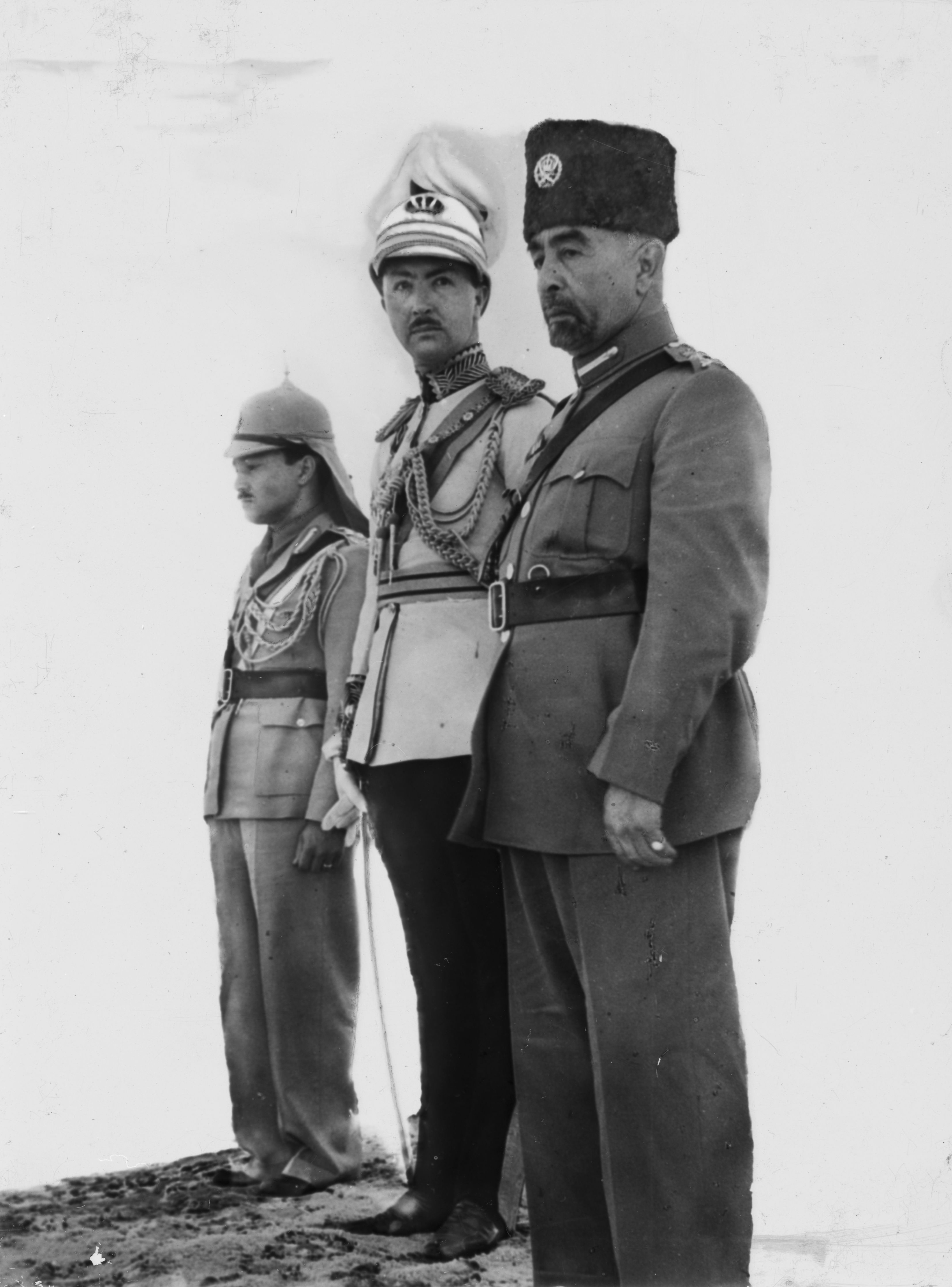
الأمير نايف يوم تتويج والده الملك عبد الله الأول في عمان والأمير عبد الإله بن علي الهاشمي الوصي على عرش العراق سنة 1946م

والدته هي الأميرة عالية أركان. ولديه شقيقتان هما: الأميرة مقبولة بنت عبد الله والأميرة منيرة بنت عبد الله.
في 26 كانون الأول 1940 تزوج من الأميرة مهرماه بنت محمد ضياء الدين بن السلطان محمد الخامس (وُلدت في 11 نوفمبر 1922) وهي من أصل عثماني ومن سلالة سلاطين تركيا ورُزقا بطفلين:
- الأمير علي (10 أغسطس 1941).
- الأمير عاصم (27 أبريل 1948) الذي وُلد في الإسكندرية.

## وفاته
توفّي يوم الأربعاء 12 أكتوبر 1983، وتوفّيت زوجته مهرماه في 31 مارس 2000.

## روابط خارجية
- نايف بن عبد الله الأول على موقع مونزينجر (الألمانية)